# باولو فرنسيس
باولو فرنسيس (بالإنجليزية: Paulo Francis)‏ (2 سبتمبر 1930، ريو دي جانيرو في البرازيل - 4 فبراير 1997، نيويورك في الولايات المتحدة)؛ صحفي، كاتب وروائي برازيلي.